# Ján Mucha (football, 1982)
Pour l’article homonyme, voir Ján Mucha, lui aussi footballeur slovaque né en 1978, évoluant également au poste de gardien de but.
Ján Mucha, né le 5 décembre 1982 à Belá nad Cirochou, est un footballeur slovaque qui joue comme gardien de but.

## Biographie

### Révélé au Legia Varsovie
Après avoir fait ses armes au MŠK Žilina, avec lequel il remporte par deux fois le championnat, Ján Mucha rejoint en 2005 et à vingt-trois ans le Legia Varsovie, alors qualifié pour la Coupe UEFA, pour cinquante mille euros. Parti à cause de l'arrivée de l'international Miroslav König à Žilina, Mucha était également convoité par plusieurs clubs grecs. Lors de la première saison, il ne joue que les matches de coupe, barré en championnat par Łukasz Fabiański, indiscutable dans les cages. En effet, le Legia n'encaisse que très peu de buts (dix-sept, soit le meilleur chiffre du championnat), et remporte la I Liga. L'année suivante, les mauvais résultats du club poussent Dariusz Wdowczyk à faire jouer la concurrence au poste de gardien. Le 17 septembre 2006, Mucha dispute son premier match en championnat contre le Wisła Płock. Performant, il mène la vie dure à Fabiański, qui reprend cependant la main en fin de saison. Avec le départ de ce dernier vers Arsenal, il devient le numéro un dans les buts varsoviens, mais aussi un leader du groupe avec Aleksandar Vuković. En 2008, il permet à son club de remporter la coupe nationale, en arrêtant les deux tirs au but de Jean Paulista et Marcin Baszczyński. En championnat, il garde ses cages inviolées durant cinq-cent-soixante-quinze minutes, jusqu'au but du joueur du Widzew Piotr Kuklis. Impeccable sur sa ligne, il devient le meilleur gardien d'Ekstraklasa, et même le meilleur étranger du championnat en 2009.

### La signature à Everton
Le 23 janvier 2010, il signe à Everton, alors dixième de Premier League, un pré-contrat de trois ans, malgré avoir reçu de grosses offres turques. Rentré de son stage à Malaga, il rencontre auparavant ses futurs coéquipiers, et visite la ville avec son coéquipier en sélection Martin Škrtel. Il entrera en concurrence avec Tim Howard, le titulaire au poste, à son retour de la coupe du monde 2010, que l'Américain disputera également. Le club de Liverpool ne dépensera pas un centime pour l'engager, puisque Mucha sera en fin de contrat en juin 2010. À la suite de la saison 2012-13, son contrat n'est pas renouvelé et il quitte le club.

## Palmarès

### Collectif
- Champion de Slovaquie : 2003, 2004
- Vainqueur de la Supercoupe de Slovaquie : 2003, 2004
- Champion de Pologne : 2006
- Vainqueur de la Coupe de Pologne : 2008
- Vainqueur de la Supercoupe de Pologne : 2008
- Vice-Champion de Pologne : 2009

### Distinctions personnelles
- Meilleur gardien du championnat polonais : 2009
- Meilleur étranger du championnat polonais : 2009